# Schoonspringen op de Olympische Zomerspelen 1988
Schoonspringen is een van de sporten die beoefend werden tijdens de Olympische Zomerspelen 1988 in Seoel.

## Heren

### 3 m plank
| rang   | sporter         | land | punten |
| ------ | --------------- | ---- | ------ |
| Goud   | Greg Louganis   | USA  | 730.80 |
| Zilver | Tan Liangde     | CHN  | 704.88 |
| Brons  | Li Deliang      | CHN  | 665.28 |
| 4      | Albin Killat    | FRG  | 661.47 |
| 5      | Mark Bradshaw   | USA  | 642.99 |
| 6      | Jorge Mondragón | MEX  | 616.02 |
| 7      | Jesús Mena      | MEX  | 598.77 |
| 8      | Edwin Jongejans | NED  | 588.33 |

### 10 m torenspringen
| rang   | sporter             | land | punten |
| ------ | ------------------- | ---- | ------ |
| Goud   | Greg Louganis       | USA  | 638.61 |
| Zilver | Xiong Ni            | CHN  | 637.47 |
| Brons  | Jesús Mena          | MEX  | 594.39 |
| 4      | Georgi Tsjogovadze  | URS  | 585.96 |
| 5      | Jan Hempel          | GDR  | 583.77 |
| 6      | Li Kongzheng        | CHN  | 543.81 |
| 7      | Steffen Haage       | GDR  | 541.02 |
| 8      | Vladimir Timosjinin | URS  | 534.66 |

## Dames

### 3 m plank
| rang   | sporter          | land | punten |
| ------ | ---------------- | ---- | ------ |
| Goud   | Gao Min          | CHN  | 580.23 |
| Zilver | Li Qing          | CHN  | 534.33 |
| Brons  | Kelly McCormick  | USA  | 533.19 |
| 4      | Irina Lasjko     | URS  | 526.65 |
| 5      | Marina Babkova   | URS  | 506.43 |
| 6      | Wendy Lucero     | USA  | 498.81 |
| 7      | Brita Baldus     | GDR  | 479.19 |
| 8      | Daphne Jongejans | NED  | 465.45 |

### 10 m torenspringen
| rang   | sporter               | land | punten |
| ------ | --------------------- | ---- | ------ |
| Goud   | Xu Yanmei             | CHN  | 445.20 |
| Zilver | Michele Mitchell      | USA  | 436.95 |
| Brons  | Wendy Williams        | USA  | 400.44 |
| 4      | Angela Stasjoelevitsj | URS  | 386.22 |
| 5      | Chen Xiaodan          | CHN  | 384.15 |
| 6      | Jelena Mirosjina      | URS  | 381.93 |
| 7      | Kamilla Gamme         | NOR  | 366.45 |
| 8      | Silke Abicht          | GDR  | 350.61 |

## Medaillespiegel
| rang   | land             | goud | zilver | brons | totaal |
| ------ | ---------------- | ---- | ------ | ----- | ------ |
| 1      | China            | 2    | 3      | 1     | 6      |
| 2      | Verenigde Staten | 2    | 1      | 2     | 5      |
| 3      | Mexico           | 0    | 0      | 1     | 1      |
| totaal | totaal           | 4    | 4      | 4     | 12     |